# Theodor Granstedt

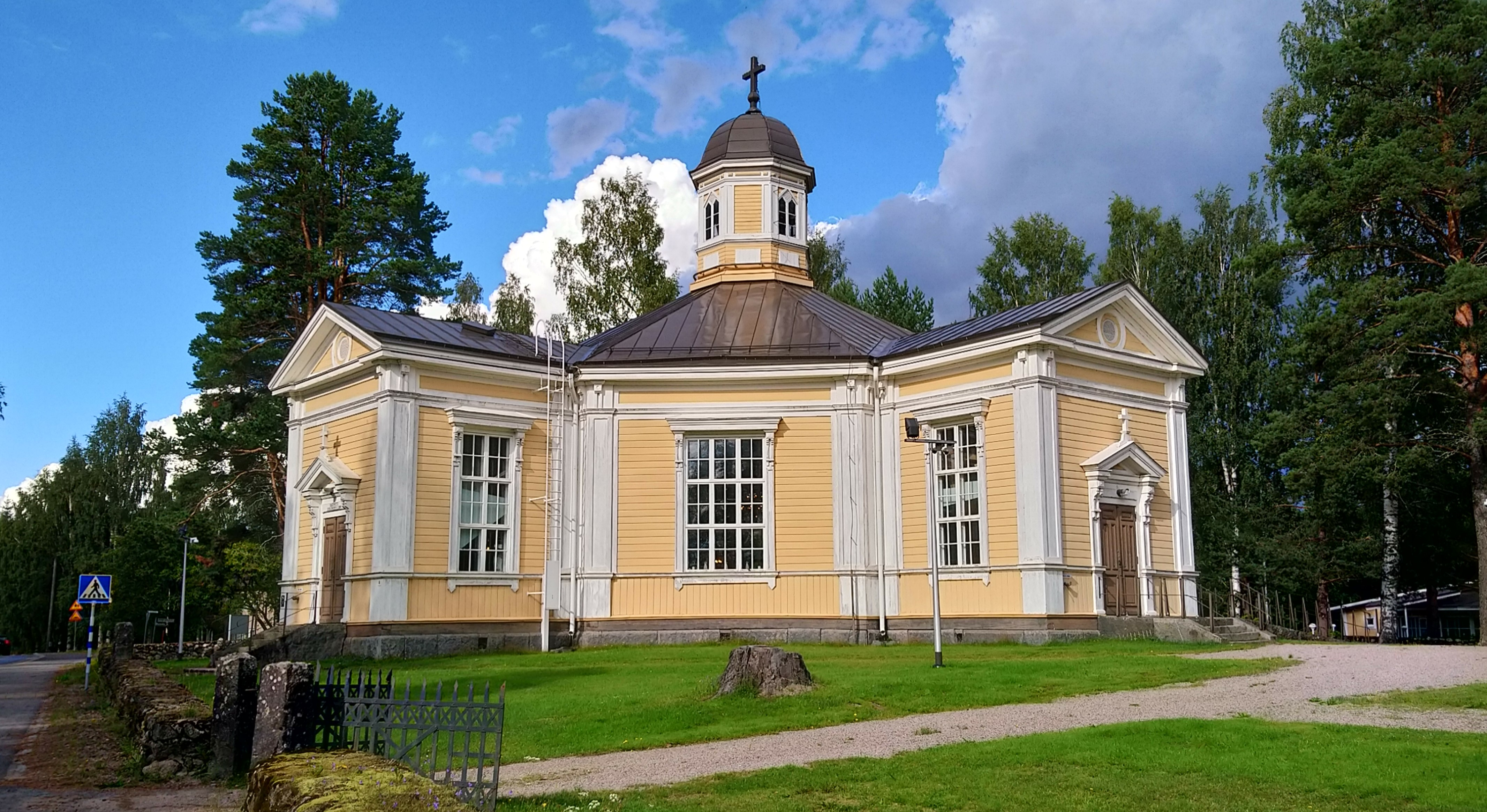
Sumiais kyrka.

Ernst Theodor Granstedt, född 28 oktober 1842 i Helsingfors, död där 17 oktober 1927, var en finländsk arkitekt. Han var son till Anders Fredrik Granstedt.
Granstedt var länsarkitekt i Vasa län 1873–1883 och överdirektör för Överstyrelsen för allmänna byggnaderna 1905–1912. Han bedrev även egen arkitektverksamhet och ritade en mängd byggnader i Helsingfors. Av hans verk kan nämnas finska reallyceet och bostadsbyggnader vid Bulevarden och Georgsgatan samt ett flertal kyrkor, bland annat i Viitasaari (1878), Sumiais (1890) och Keuru (1892).